# Ківсерткаси
Ківсертка́си (рос. Кивсерткасы, чув. Кивçурткасси) — присілок у складі Чебоксарського району Чувашії, Росія. Входить до складу Шинерпосинського сільського поселення.
Населення — 341 особа (2010; 297 у 2002).
Національний склад:
- чуваші — 99 %